# Tennistoernooi van Rome 1991
|                                       |  |                                            |
| Emilio Sánchez, winnaar bij de mannen |  | Gabriela Sabatini, winnares bij de vrouwen |

Het tennistoernooi van Rome van 1991 werd van 6 tot en met 20 mei 1991 gespeeld op de gravelbanen van het Foro Italico in de Italiaanse hoofdstad Rome. De officiële naam van het toernooi was Italian Open.
Het toernooi bestond uit twee delen:
- ATP-toernooi van Rome 1991, het toernooi voor de mannen, van 13 tot en met 20 mei
- WTA-toernooi van Rome 1991, het toernooi voor de vrouwen, van 6 tot en met 12 mei

ATP-toernooi van Rome – WTA-toernooi van Rome

1990 · 1991 · 1992 · 1993 · 1994 · 1995 · 1996 · 1997 · 1998 · 1999 · 2000 · 2001 · 2002 · 2003 · 2004 · 2005 · 2006 · 2007 · 2008 · 2009 · 2010 · 2011 · 2012 · 2013 · 2014 · 2015 · 2016 · 2017 · 2018 · 2019 · 2020 · 2021 · 2022 · 2023 · 2024